# Gatto nella cultura di massa

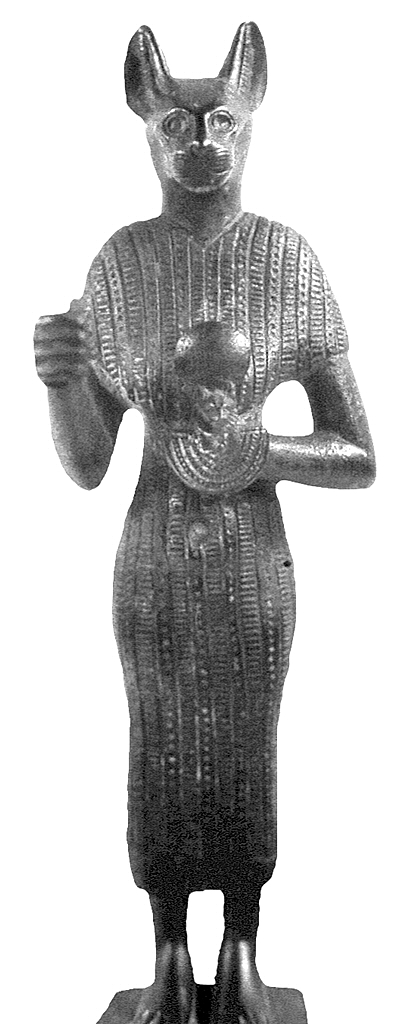
La dea Bastet

Il gatto è protagonista in molti aspetti della cultura, come arte, letteratura, cinema, fumetti, mitologia.

## Il gatto come simbolo
Il gatto è il simbolo araldico della famiglia nobiliare dei Fieschi, i conti di Lavagna, che lo posero a sormontare il loro blasone accompagnandolo al motto "Sedens ago" (anche sedendo sono attivo).
Particolarmente diffuso in Giappone è il Maneki Neko, una statua di porcellana raffigurante un gatto e simbolo di buona fortuna. Si ritiene che tale tradizione risalga al XVI secolo, essendo il gatto giunto in Giappone dalla Cina intorno all'anno mille, ma inizialmente era considerato un essere malvagio e diabolico. In seguito, probabilmente grazie a influenze di origine cinese, l'atteggiamento cambiò. Indice della popolarità del gatto tra i giapponesi è il successo di caffetterie tematiche dette neko café, la cui principale attrazione è la possibilità dei clienti di osservare ed eventualmente interagire con i felini ospiti del locale.
Nel Borneo malese, precisamente nello stato del Sarawak, la capitale Kuching è la città dei gatti: infatti Kuching significa "gatto" in malese. La graziosa cittadina si caratterizza per le molte statue e per un museo dedicati ai felini. Il gatto è il simbolo della città di Kuching. In novembre, e per un mese intero, si svolge il Pesta Meow (Festival del Gatto).
In termini di superstizione, il gatto nero in alcune culture è considerato portatore di sfortuna, specialmente quando attraversa la strada, e allo stesso tempo in altre è invece reputato un portafortuna.

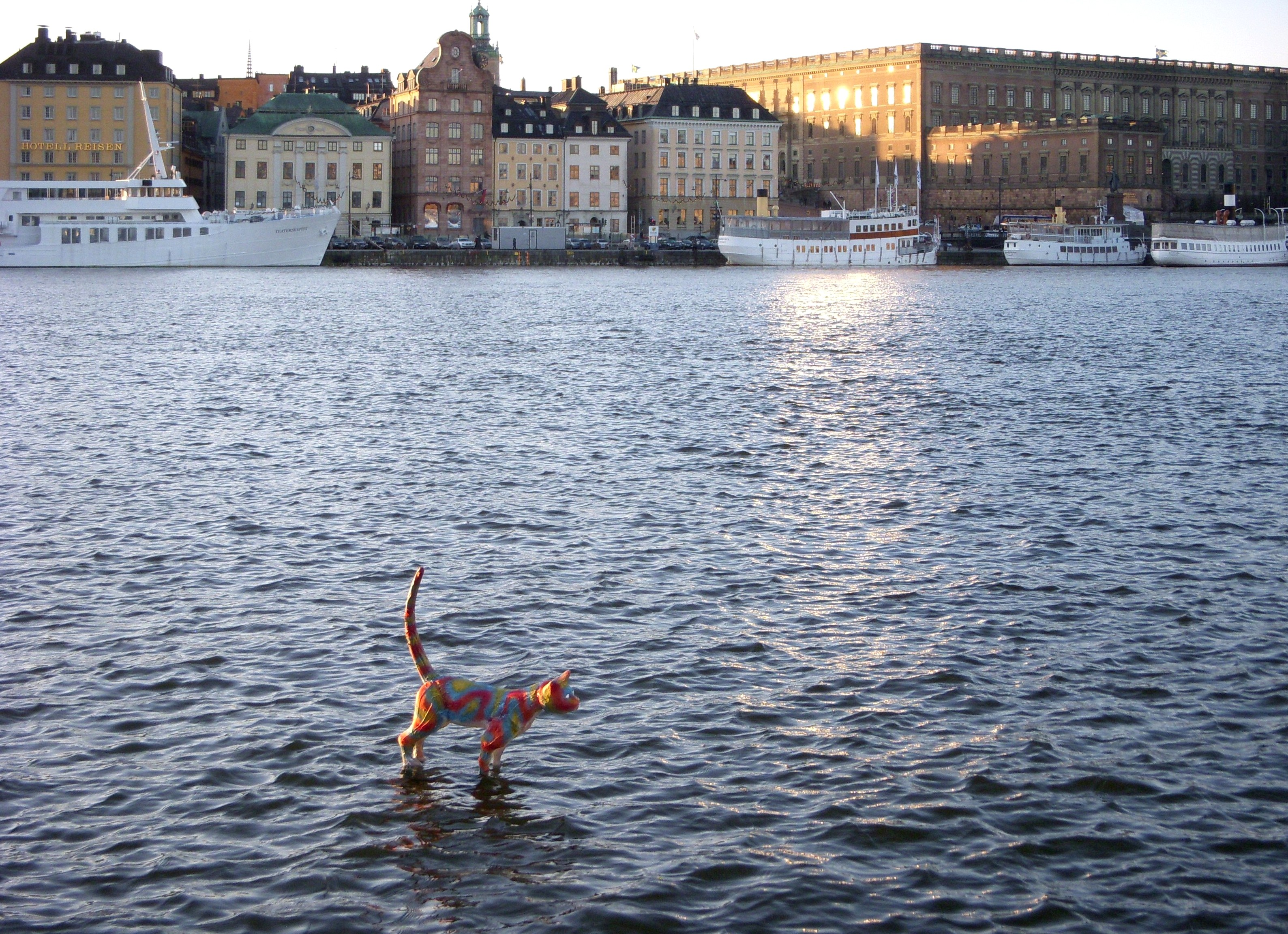
Gatto sulle onde Scultura di Max Magnus Norman a Stoccolma
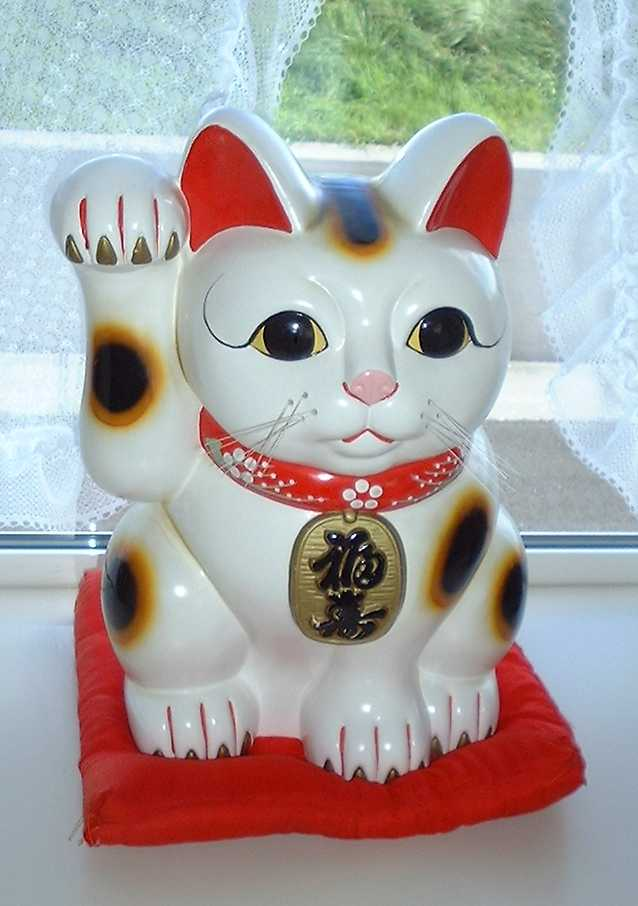
Un maneki neko giapponese
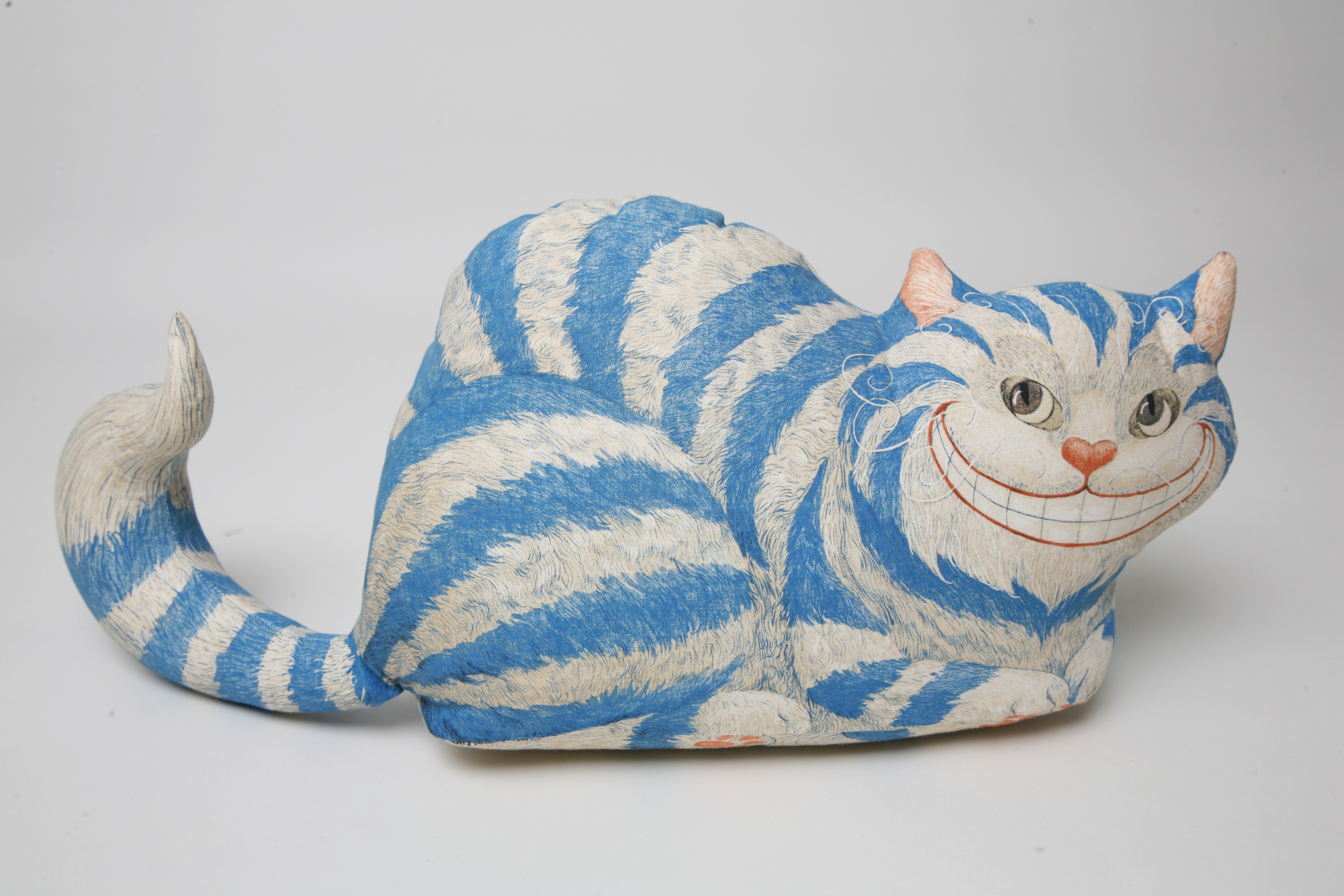
Il Gatto del Cheshire (Stregatto) Museo dei bambini di Indianapolis
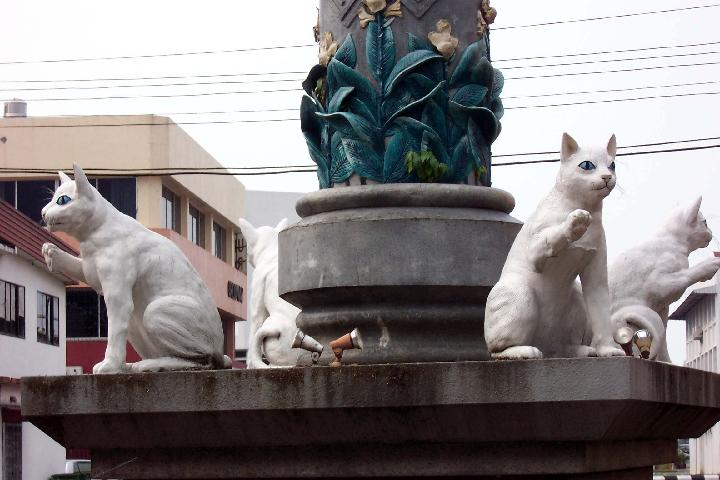
Statue di gatti a Kuching
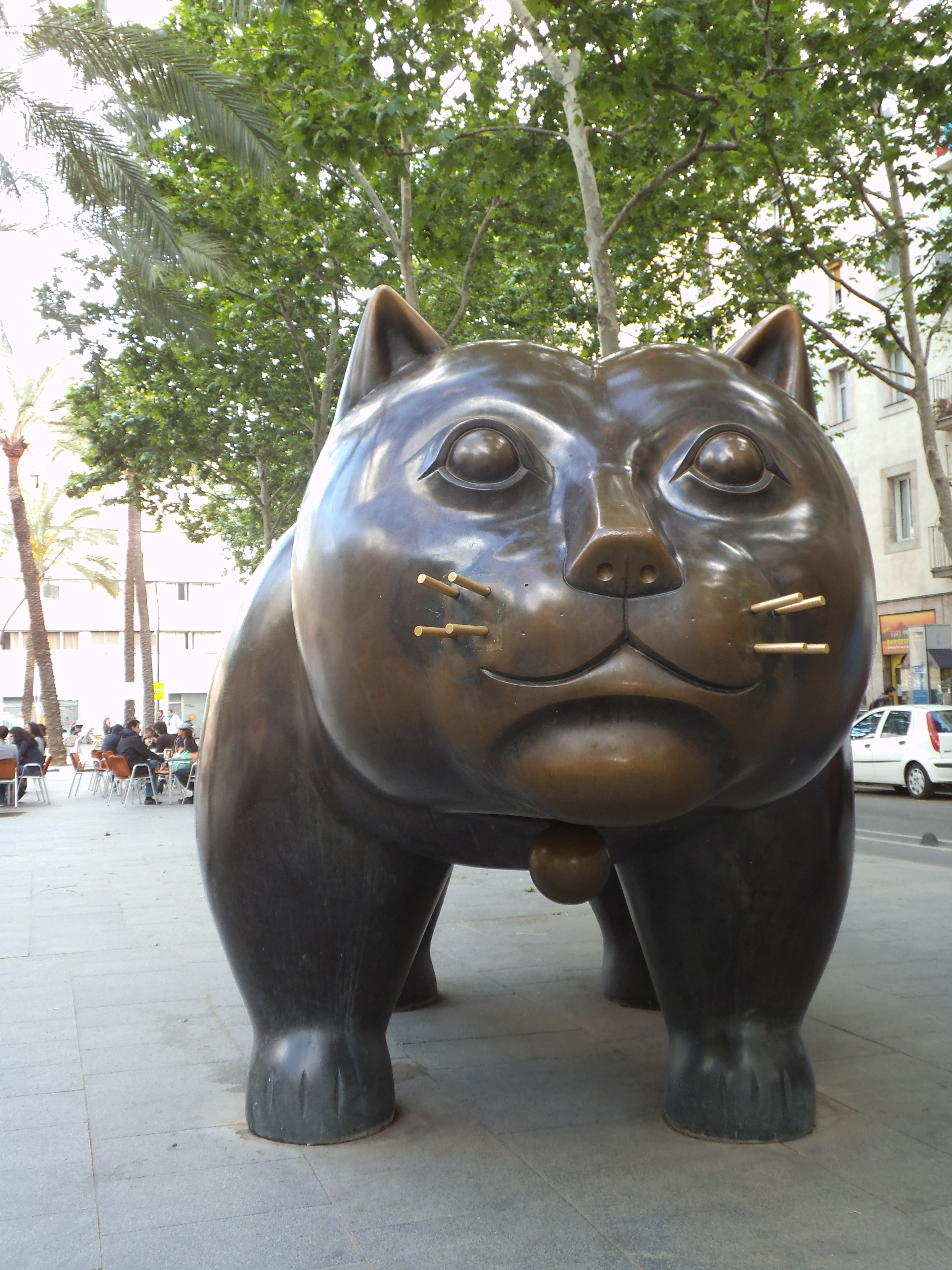
Fernando Botero Il gatto nel quartiere El Raval di Barcellona

## Nella letteratura e nella musica

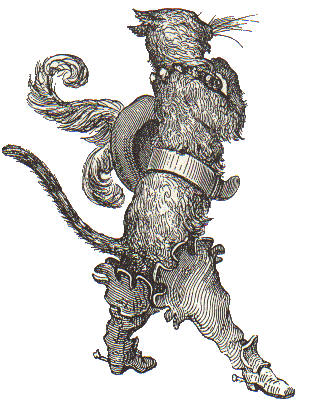
Il gatto con gli stivali in un'incisione ottocentesca di Gustave Doré.

Di gatti hanno scritto diversi celebri autori come Lope de Vega (che scrisse La Gattomachia, un intero poema burlesco in sette canti, per raccontare gli amori del valoroso soriano Marramachiz e della bella gatta Zapachilda), come Kipling, Eliot, Carroll (che fa colloquiare Alice nel Paese delle Meraviglie con un gatto del Cheshire) e come Perrault, che nella sua celebre fiaba al gatto fa addirittura indossare un paio di stivali.
Scrittori di fama mondiale come Edgar Allan Poe e H.P. Lovecraft si sono ispirati ai gatti dedicando loro opere fra cui Il gatto nero per Poe e I gatti di Ulthar di Lovecraft.
Il russo Michail Bulgakov (1891-1940), considerato uno dei più grandi scrittori del Novecento, nel romanzo Il Maestro e Margherita, pubblicato postumo, pone fra i protagonisti della narrazione il ripugnante Behemoth, spesso tradotto in italiano con Ippopotamo: è l'enorme gatto demoniaco che si accompagna a Satana (Woland) nelle sue scorribande nella Mosca degli anni Trenta.
Si ricorda qui, inoltre, Luis Sepúlveda, con Storia di una gabbianella e del gatto che le insegnò a volare, romanzo ispirato dal suo gatto Zorba (soppresso a causa di una malattia), citato anche ne Le rose di Atacama.
Lo scrittore ceco Čapek ha descritto le vicissitudini dei suoi gatti in una serie di racconti, pubblicati dapprima come articoli su quotidiani cechi degli anni venti e trenta e successivamente raggruppati nella raccolta Měl jsem psa a kočku.
Anche lo scrittore giapponese Natsume Sōseki ha scritto un libro con protagonista un gatto intitolato, appunto, Io sono un gatto, in cui narra le vicende di una famiglia borghese del Giappone di inizio Novecento viste dal punto di vista dell'animale; Jun'ichirō Tanizaki ha invece dedicato ai rapporti tra una gatta e i suoi ospiti umani il romanzo La gatta, Shōzō e le due donne, scritto nel 1936.
Tra gli autori italiani, il filosofo Piero Martinetti ha dedicato ai suoi gatti defunti i Brevi epitaffi. I gatti sono inoltre una presenza costante nelle opere di Giorgio Celli.
I gatti siamesi Koko e Yum Yum sono i protagonisti della fortunata serie di romanzi gialli Il gatto che... della scrittrice statunitense Lilian Jackson Braun.
Anche svariati fumetti e cartoni animati moderni hanno dei gatti come protagonisti, ad esempio Felix il gatto, Garfield, Tom del duo Tom & Jerry, Gambadilegno, Birba (il gatto di Gargamella nei Puffi), Gatto Silvestro, Isidoro o Doraemon.
Il gatto ha stimolato anche la fantasia di numerosi poeti: basti pensare a Pablo Neruda, che a questo felino ha dedicato addirittura un'ode (Ode al gatto) e a Charles Baudelaire che l'ha citato nei suoi Fiori del male, vedi il sonetto Les chats dove le loro nobles attitudes vengono paragonate a quelle delle sfingi: ... Pensando, assumono nobili pose/da grandi sfingi distese in fondo a solitudini/e sembrano addormertati in un sogno senza fine... Ed ancora i sonetti Le chat (XXXIV), Le Chat (LI), oltre ad un'ambientazione tratta dalla Confession: è tardi, la notte scorre su Parigi addormentata, il poeta passeggia in intimità con la sua donna (la Sabatier), ...Et le long des maisons, sous les portes cochères,/des chats passaient furtivement,/l'oreille au guet, ou bien, comme des ombres chères,/nous accompagnaient lentement. Hanno scritto poesie sui gatti Dario Bellezza, Luce d'Eramo e la poetessa Rosella Mancini (Gatti stellari e terrestri). Anche la poetessa polacca Wisława Szymborska ha scritto del gatto ("Il gatto nell'appartamento vuoto") come di un animale del lutto, che viene ferito profondamente dalla morte del padrone, vista dall'animale come un tradimento della fiducia e un ferimento alla sua sensibilità.
Alcuni brani di successo hanno per tema questo animale: basti citare La gatta di Gino Paoli, Quarantaquattro gatti, Volevo un gatto nero, Il gatto puzzolone, Il gatto mascherato e Il rompigatto dello Zecchino d'Oro, El me' gatt di Ivan Della Mea, Gattomatto di Roberto Angelini, o musical come Cats. Anche Freddie Mercury dedicò l'album Mr. Bad Guy ai suoi gatti e le canzoni Delilah e Bijou, dell'album dei Queen Innuendo, a due dei suoi gatti che portavano questi nomi.
Sempre in campo musicale è da citare il Duetto buffo di due gatti, componimento musicale per soprano erroneamente attribuito a Gioachino Rossini. Il gruppo musicale inglese The Cure intitola un loro brano The Lovecats.

## Gatti famosi
- Grumpy Cat
- Mrs. Chippy
- Oscar
- Creme Puff
- Dewey Readmore Books
- Simon
- Tama

## Gatti immaginari

### Letteratura e immaginario
- Il gatto con gli stivali, protagonista dell'omonima fiaba.
- Il Gatto del Cheshire, o Stregatto, personaggio del romanzo Le avventure di Alice nel Paese delle Meraviglie di Lewis Carroll e del film Disney.
- Il Gatto cieco, che, insieme alla Volpe zoppa, truffa Pinocchio nel romanzo Le avventure di Pinocchio. Storia di un burattino di Carlo Collodi; è protagonista insieme alla Volpe da una canzone di Edoardo Bennato del 1977, Il gatto e la volpe.
- Il gatto col cappello, Il ritorno del gatto col cappello
- Zorba, protagonista del romanzo Storia di una gabbianella e del gatto che le insegnò a volare di Luis Sepúlveda, e del film di animazione che ne è stato tratto, La gabbianella e il gatto.
- Il Gatto Mammone, creatura magica della tradizione popolare dall'aspetto terrificante.
- Il gatto cantastorie del poema favolistico Ruslan e Ljudmila di Aleksandr Puškin. Legato a una quercia con una catena dorata. Nel romanzo Lunedì inizia sabato dei fratelli Strugatskij il gatto puškiniano è affetto da sclerosi e non ricorda più le storie che racconta.

### Cinema, televisione, fumetti, cartoni animati e anime
Nei fumetti, cartoni animati, anime e "classici" della Disney appaiono molti gatti:
- Autogatto, gatto coprotagonista assieme a Mototopo della serie animata Mototopo e Autogatto (Motormouse and Autocat), prodotto da Hanna-Barbera.
- Babbit e Catstello, due gatti personaggi dei Looney Tunes.
- Baron ("il barone") e Muta, gatti dei due film I sospiri del mio cuore e La ricompensa del gatto (Studio Ghibli)
- Birba (Azrael), la gatta di Gargamella nei Puffi.
- Bonkers D. Bobcat, protagonista della serie animata Bonkers - Gatto combinaguai.
- Butch, personaggio di Tom & Jerry.
- Cat, gatto protagonista assieme a Dog della serie animata CatDog.
- Chester, personaggio di Bunnicula.
- Cialda, personaggio della serie animata Disney Ecco Pippo!.
- Cliff, personaggio di A casa dei Loud.
- Crudelio, antagonista di Fievel conquista il West e Le avventure di Fievel.
- Dino, gatto del film Un gatto a Parigi.
- Doraemon, protagonista di una serie di anime giapponesi.
- Felix, personaggio dei fumetti e successivamente cartoni animati.
- Figaro, il gattino bianco e nero che compare nel film Disney Pinocchio.
- Fritz il gatto, protagonista di un fumetto underground e quindi di due film di animazione di Ralph Bakshi.
- Furfolo, personaggio della serie animata I favolosi Tiny.
- Garfield, personaggio di fumetti (creato da Jim Davis) e di due film omonimi.
- Gatti, uno degli antagonisti della serie animata Leone il cane fifone.
- Gatto Bernardo, personaggio della serie animata Gatto Bernardo e Topo Didì (Punkin' Puss and Mushmouse), prodotto da Hanna-Barbera.
- Gattobus (Nekobasu), gatto-autobus del film Il mio vicino Totoro
- Gatto con gli stivali, comparso nella saga di Shrek, nei film Shrek 2, 3 e 4, e nei due film spin-off a lui dedicati (Il gatto con gli stivali 1 e 2)
- Gattolardo e Sgrinfia, antagonisti di Cip & Ciop agenti speciali.
- Gatto Silvestro della Warner Bros.
- Gideon, uno degli antagonisti del film Disney Pinocchio.
- Giuliano il gatto di Andrea (personaggio della serie animata Kiss Me Licia).
- Gli Aristogatti, un'allegra banda di mici protagonisti del celebre lungometraggio di animazione della Disney.
- Grattastinchi e Mrs Purr, rispettivamente il gatto di Hermione Granger e la gatta del custode Argus Gazza della saga di Harry Potter.
- Gumball Watterson, protagonista della serie animata Lo straordinario mondo di Gumball.
- Hello Kitty, la celebre gattina.
- Husk, il gatto demone alato burbero, alcolizzato e ludopatico della serie Hazbin Hotel.
- I gatti di Cattanooga (Cattanooga Cats), prodotto da Hanna-Barbera.
- I Gatti Volanti (Swat Katz: The Radical Squadron).
- Il Gatto col cappello, personaggio del film Il gatto... e il cappello matto tratto dai due libri di Dr. Seuss
- Isidoro, personaggio di fumetti e cartoni animati.
- Ivan, il gatto amico di Pierino nel cortometraggio Disney del 1946 Musica maestro.
- Jinksie (Mr. Jinks), gatto coprotagonista della serie animata Pixie e Dixie (Pixie & Dixie and Mr. Jinks), prodotto da Hanna-Barbera.
- Katnip, personaggio di Herman & Katnip.
- Kitty Katswell, protagonista femminile della serie animata T.U.F.F. Puppy.
- King Tubby, Timmy Tom, The Nazz, Thorn, Luna, Miley, Petal, Ming, Mr. Clean, Happy, Spook, Mortimer (Last Chance), Cheeta, Pierre, e Ginsburg, 15 protagonisti della serie animata Kitty non è un gatto.
- Kuro-chan, il gatto cibernetico protagonista dell'omonima serie.
- Lucifero, uno degli antagonisti del film Disney Cenerentola.
- Lucifero, personaggio della serie di anime Nino, il mio amico ninja.
- Luna, Artemis, i gatti di Sailor Moon e Sailor Venus nella serie Sailor moon.
- Malachia, gatto di Paperino, talvolta visto in possesso anche di Paperoga.
- Menelao, uno dei protagonisti di Pippo e Menelao.
- Meowth, il pokémon dalle sembianze di un gatto membro del Team Rocket nelle serie Pokémon e nei rispettivi sedici film.
- Mii-kun, protagonista dell'omonimo insieme di racconti di Leiji Matsumoto, che si è ispirato ai propri gatti
- Milton, uno dei personaggi Disney.
- Mowser, personaggio di Scuola di polizia.
- Mr. Cat, antagonista della serie animata Kaeloo.
- Mr. Chubbikins, personaggio di Freakazoid.
- Oggy, Olivia e Jack. Oggy è il protagonista di una serie di cartoni animati Maledetti scarafaggi, ed è un gatto blu, Olivia è una gatta rosa, e diventa moglie di Oggy, Jack è un gatto verde, amico di Oggy e di Olivia.
- Oliver, il gatto protagonista del film d'animazione Disney statunitense del 1988 Oliver & Company, ambientato nella caotica New York degli anni '80.
- Oreste e Stregatto, personaggi di Alice nel paese delle meraviglie.
- Palla di neve, il gatto de I Simpson e, nella medesima serie, Grattachecca, gatto coprotagonista del cartone animato "Grattachecca e Fichetto" guardato da Bart e Lisa.
- Cagliostro, il gatto di Dylan Dog.
- Gatta Sibilla, la gatta della melevisione.
- Pietro Gambadilegno, peggior nemico di Topolino (Mickey Mouse) nell'omonimo fumetto settimanale.
- P.J. e Carabina, figli di Pietro Gambadilegno.
- Plottigat, cugino di Gambadilegno.
- Riff Raff e la sua banda, personaggi della serie animata Isidoro.
- Rita, personaggio di Animaniacs.
- Ruff, gatto protagonista assieme a Reddy della serie animata Ruff & Reddy (The Ruff & Reddy Show), prodotto da Hanna-Barbera.
- Salem Saberhagen, il gatto parlante di Sabrina nel fumetto, serie televisiva e cartone animato Sabrina, vita da strega.
- Satanasso, personaggio de L'ispettore Gadget.
- Sebastiano, personaggio della serie animata Josie e le Pussycats (Josie and the Pussycats), prodotto da Hanna-Barbera.
- Sergente Tibbs, personaggio de La carica dei cento e uno.
- Si ed Am, personaggi di Lilli e il vagabondo e il suo seguito.
- Silvestrino, figlio del Gatto Silvestro.
- Simon's Cat, il gatto protagonista di svariati video, perennemente affamato, fa impazzire il suo padrone, Simon, combinandone di tutti i colori.
- Snooper, gatto protagonista della serie animata Snooper e Blabber, prodotto da Hanna-Barbera.
- Spot, personaggio della serie animata La furia di Hong Kong (Hong Kong Phooey), prodotto da Hanna-Barbera.
- Stimpy, gatto coprotagonista assieme a Ren della serie animata The Ren & Stimpy Show.
- Tigretto, il pescegatto del dottor Stranosnorky ne Gli Snorky.
- Tom in Tom & Jerry.
- Top Cat, il protagonista di un cartone animato prodotto da Hanna-Barbera.
- Scrapper, il gatto di Mrs. Wicket della serie animata di Mr. Bean.